# Henri Cauchon de Lhéry
Pour les articles homonymes, voir Cauchon et Lhéry.
Henri Cauchon de Lhéry dit le « chevalier de Lhéry », né en 1648 ou 1651 et tué au combat le 24 mai 1684 au large de Gênes, est un officier de marine français du XVIIe siècle. Descendant d'une famille de la noblesse champenoise, il intègre de minorité l'ordre de Saint-Jean de Jérusalem et se fait remarquer par le duc de Beaufort lors du siège de Candie (1669). Passé dans la Marine royale, il connaît une série de promotions rapides qui sont dues avant tout à sa bravoure. Capitaine de vaisseau au début de la guerre de Hollande, il se distingue en particulier lors des trois combats qui ont lieu en 1676 au large de la Sicile sous les ordres de Duquesne. 
Une fois la paix revenue, il se distingue à nouveau et soutient l'honneur du pavillon français contre deux vaisseaux portugais mieux armés. Le Roi, satisfait de ses services, le nomme chef d'escadre (1682) tout en lui ordonnant de ne pas s'exposer plus que de raison. Cette instruction sera prémonitoire, puisqu'après avoir pris part aux bombardements d'Alger en 1682 et celui de 1683, il est tué lors de celui de la ville de Gênes l'année suivante.

## Biographie

### Origines et jeunesse
Henri Cauchon de Lhéry descend des Cauchon, une vieille famille bourgeoise champenoise, anoblie en 1392, qui a donné plusieurs capitaines et lieutenants de la ville de Reims depuis le XVe siècle, ainsi que Henri Cauchon de Maupas, évêque d'Évreux. Le plus célèbre membre de la famille est Pierre Cauchon, évêque de Beauvais, ordonnateur du procès de Jeanne d'Arc. 
Comme beaucoup de fils cadets de famille nobles, il est présenté de minorité dans l'ordre de Saint-Jean de Jérusalem le 31 mai 1665, sous le nom de Henri Cauchon d'Avise de Lhéry, et sert d'abord sur les galères de Malte. En 1669, il est au siège de Candie en compagnie de son frère ainé, le chevalier d'Avisse. Remarqué par le duc de Beaufort, il est blessé et ne peut prendre part à l'assaut final. Il ne prononcera jamais ses vœux et quitte l'Ordre sans être frère-chevalier de l'Ordre. Il prend le titre de « marquis ».

### Carrière dans la Marine royale
Remarqué par le duc de Beaufort, il entre dans la Marine royale à son retour en France, avec le grade d'enseigne de vaisseau. Cette promotion est la première d'une carrière fulgurante qui devait le conduire au rang de chef d'escadre à seulement 34 ans. Deux ans plus tard, il est promu lieutenant de vaisseau le 28 janvier 1672, quelques mois avant le début de la guerre de Hollande.

#### Guerre de Hollande (1672-1678)
Ce nouveau conflit lui donne à nouveau l'occasion de se distinguer. Simple lieutenant de vaisseau, sous les ordres de M. de Gabaret, il contribue grandement à la prise d'un vaisseau hollandais. Ce fait d'armes lui vaut de recevoir du Roi un brevet de capitaine de vaisseau en 1673. Il passe les trois prochaines années (1673-1676) en croisière au large de la Sicile ; par son courage, il se forge — chez l'ennemi — une réputation telle que le luitenant-admiraal Michiel de Ruyter lui envoie personnellement une lettre.
Placé sous les ordres du comte de Tourville, il fait partie de la flotte envoyée en renfort à Messine, qui s'est révoltée contre le roi d'Espagne et demande secours à Louis XIV. Le 11 février, la petite escadre française combat une flotte espagnole deux fois plus importante, commandée par l'amiral Melchior de La Cueva, la met en fuite et entre triomphalement dans Messine. Les Espagnols font venir en renfort des mercenaires allemands par la mer Adriatique. Tourville avec La Syrène, Le Téméraire et La Gracieuse, s'empare des navires qui les ont débarqués à Barletta à quarante kilomètres au nord-ouest de Bari sur la côte orientale des Pouilles.
Tourville, dans une lettre du 21 juillet 1675, rend compte de cette affaire au secrétaire d'État à la Marine Seignelay, et n'oublie pas de citer son subordonné : 

« En entrant dans ce golfe j'appris qu'elles [les troupes de mercenaires allemands] étaient déjà débarquées à Pessara et qu'une partie des navires qui les avaient portés étaient devant la ville de Barlette appartenant aux Espagnols. Nous crûmes Lhéry et moi, qu'il était du service du Roi de les aller y insulter ; en chemin faisant nous trouvâmes un navire qui se retira sous Brindisi, nous l'envoyâmes prendre par des chaloupes à la faveur de notre canon : ensuite faisant route du côté de Barlette, on aperçut à l'entrée de la nuit trois vaisseaux sous les forteresses de cette ville. Nous fumes mouillés le lendemain matin à une portée de mousquet de ces murailles, à cinq brasses d'eau, nous canonnâmes Lhéry et moi cette place pendant deux heures. »

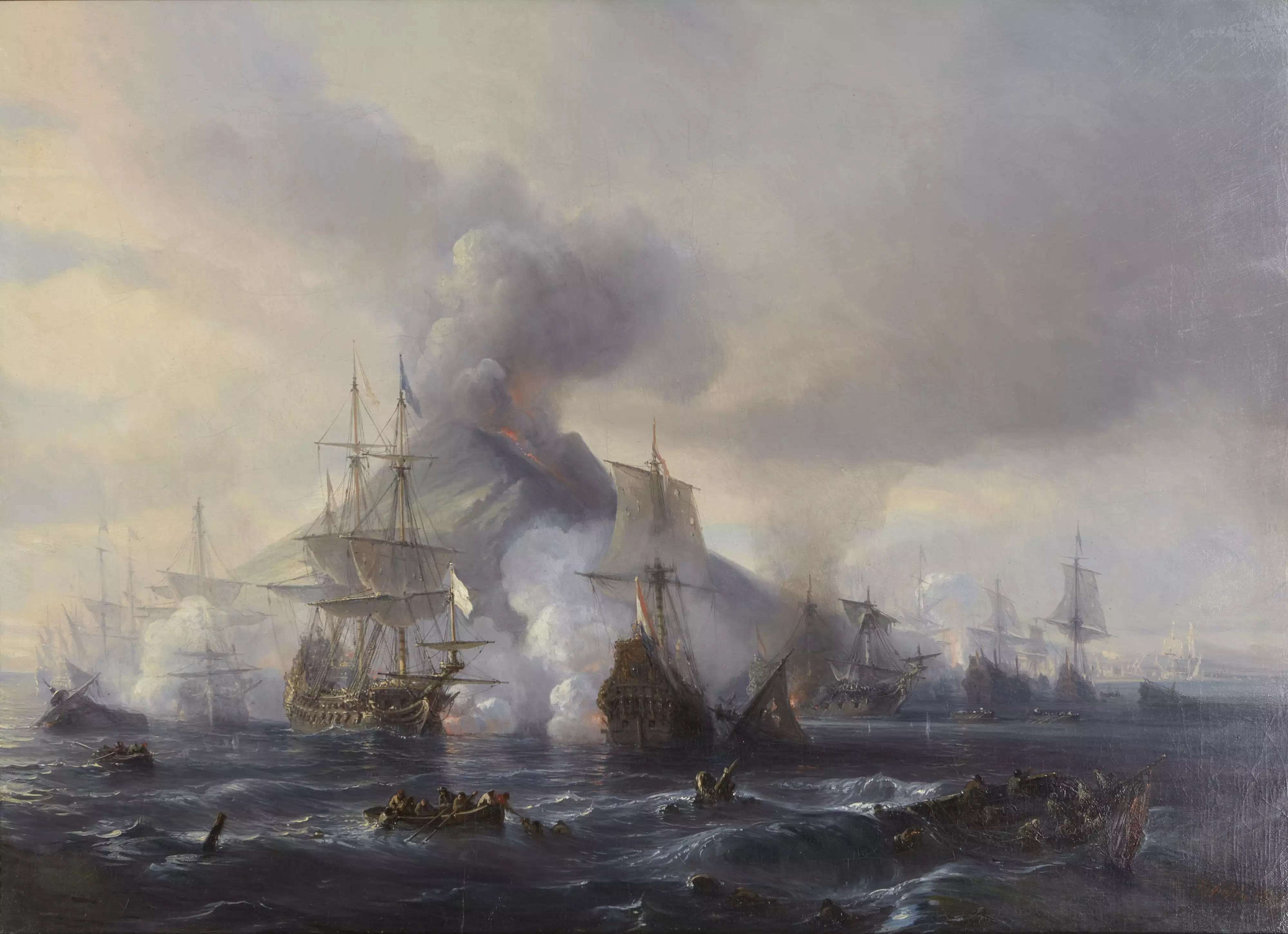
Combat naval en vue de l'île de Stromboli, 8 janvier 1676, huile sur toile de Théodore Gudin.

Il participe par la suite à la campagne de Sicile en 1676. Le 8 janvier, à la bataille d'Alicudi, il commande Le Téméraire, 50 canons, au sein du corps de bataille. Le 11 avril, à la bataille d'Agosta il commande toujours Le Téméraire, cette fois dans l'arrière-garde commandée par le marquis de Coëtlogon. Se trouvant isolé au milieu de l'arrière-garde hollandaise, entouré de quatre vaisseaux ennemis, qui le foudroyaient, il parvient à se frayer un chemin et à rejoindre le reste de la flotte. Dans le récit du combat qu'il envoie au duc de Vivonne le 6 mai 1676, Duquesne écrit « Le chevalier de Lhéry se distingue aussi en toutes occasions. » Enfin, le 2 juin, il se distingue à nouveau au combat de Palerme.

#### Missions en Manche et en Méditerranée
En 1680, le Roi lui confie le commandement de L'Entreprenant. Le 30 juin, il reçoit une lettre de Colbert, avec pour instruction de rallier Dunkerque avec L'Entreprenant, afin que le Roi puisse l'examiner, et de « s'arranger pour ne pas saluer les Anglais,. » Il y parvient et le Roi, satisfait, écrit en retour à Colbert, dans une lettre datée du « J'ay esté très content des travaux du port et du vaisseau que j'ay examiné de toutes manières. Le chevalier de Lhéry a honneur à l'ordre qui y est. » 
En allant de Dunkerque à Toulon, il rencontre deux vaisseaux portugais l’un portant le pavillon amiral et l’autre contre-amiral. II leur demande le salut, ce que les Portugais refusent parce qu’ils avaient le pavillon et qu’il n’en avait pas. Malgré une infériorité flagrante, il se lance à l'attaque de ces deux vaisseaux et, après quatre heures d'un combat acharné, les Portugais consentent finalement à le saluer selon la manière qui lui plairait. « Il répondit qu’il vouloit que ce fût avec treize coups de canons & qu’ayant l’honneur de commander un des vaisseaux du plus grand Roi du monde c’étoit assez pour eux qu’il y répondît de cinq volées ce qui fut fait. » Au cours de ce combat, ses habits de chapeau furent percés de plusieurs coups et il est blessé légèrement à la cuisse. 

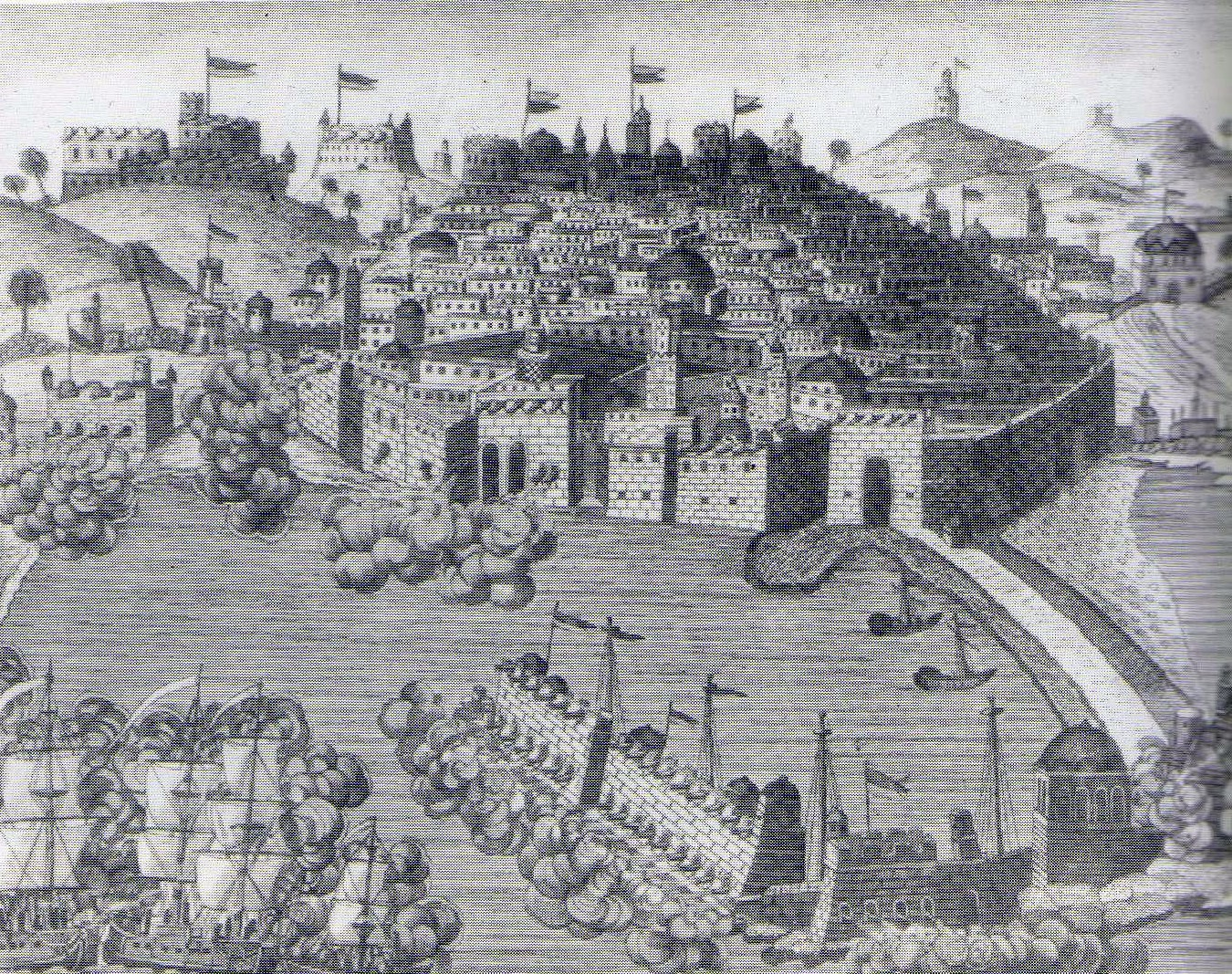
Bombardement d'Alger par la flotte de l'amiral Duquesne en 1682.

Il fait partie de la flotte de sept navires, commandée par Duquesne, qui poursuit des corsaires barbaresques de Tripoli jusqu’à l’anse de Chio, possession de l'Empire ottoman, le 23 juillet 1681. Quand le gouverneur de la place refuse de les expulser, Duquesne ordonne de canonner le fort et la ville, et établit un blocus. Le chevalier de Lhéry se distingue à nouveau lors de cette expédition. Cependant, cette violation de la neutralité turque n'est pas du goût de Louis XIV, qui ne voulait pas d'une guerre avec cet État, et la France est contrainte de payer pour éviter un nouveau conflit. 
Les nombreux faits d'armes lui valent une promotion de chef d'escadre en 1682. Il prend part - en cette qualité - au bombardement d'Alger sous les ordres de Duquesne. Il se signale à nouveau, et le Roi, conscient de sa valeur et ayant eu écho de son zèle à le servir, lui demande de moins s'exposer. Toujours en 1682, il capture une caravelle turque  ainsi qu'un navire génois.

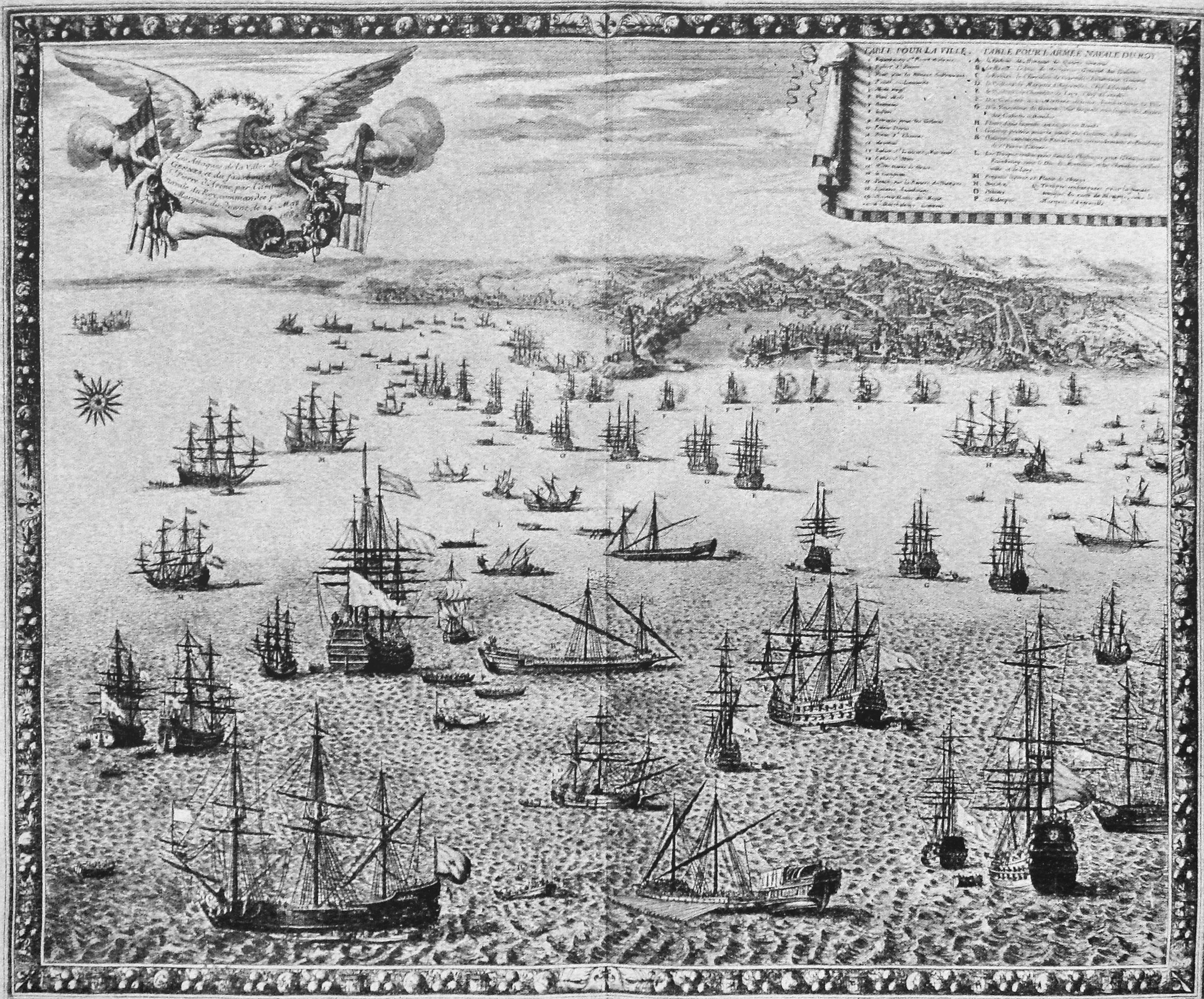
Bombardement de Gênes par Duquesne, tableau de Beaulieu le Donjon.

En 1683, lorsque Duquesne est envoyé à nouveau bombarder Alger, le chevalier de Lhéry monte Le Prudent. Au retour d'Alger, il chasse et capture deux navires corsaires.
Au mois de mai 1684, une flotte de quatorze vaisseaux, vingt galères, dix galiotes, deux brûlots, huit flûtes, vingt-sept tartanes, et environ soixante-douze autres embarcations à rames, aux ordres de Duquesne, sortent de Toulon pour aller bombarder Gènes, où elle arriva le 17 mai. Le marquis d'Amfreville fait partie de cette flotte, sur le vaisseau Le Diadème. 
Le bombardement, qui avait commencé le 18 mai, durait déjà depuis trois jours, lorsque, le 22, Duquesne, ayant envoyé un émissaire génois, qui l'avait refusé, se décide à opérer une descente. Le duc de Vivonne est chargé de diriger cette opération. Les troupes sont réparties en trois corps : l'un, de 1 200 hommes, placé sous les ordres du duc ; Tourville commande le second, de 800 hommes, et le troisième, de 800 hommes également, est confié au chevalier de Lhéry. Il est tué à bord du Diligent, lors du bombardement de la ville, le 24 mai 1684, à l'âge de trente-six ans.

### Sources et bibliographie
- Jean-Baptiste Colbert, Lettres, instructions et mémoires de Colbert, vol. 3, Imprimerie impériale, 1864 (lire en ligne), p. 147
- Jean-François Marmontel et Jean-François de Bastide, Mercure de France, Paris, Chaubert, juillet 1684 (lire en ligne)